# Ricardo Venegas Santander
Ricardo Venegas Santander es un músico chileno, hijo de Ricardo Venegas Carhart, que desde el año 2004 forma parte, al igual que su padre, de la banda Quilapayún.

## Discografía
Con Quilapayún
- 2009: Solistas